# Jon Amiel
Jon Amiel (nascut el 20 de maig de 1948) és un director de cinema anglès que ha treballat en cinema i televisió tant al Regne Unit com als Estats Units. Després de rebre una nominació als Premis BAFTA per la sèrie de la BBC El detectiu cantant (1986), va passar a dirigir pel·lícules com Sommersby (1993), Copycat (1995), Entrapment (1999), The Core (2003) i  Creation (2009).

## Biografia
Amiel va néixer a Londres, de pares que van créixer a l'East End de Londres. Els avis d'Amiel eren els immigrants Isaac i Mary Amiel: polonesos i jueus russos. Va assistir al William Ellis School a Highgate, abans d'estudiar literatura anglesa al Sidney Sussex College, Cambridge, on es va graduar l'any 1969. Va ser a Cambridge quan es va involucrar amb el teatre local, i després de la universitat va passar a dirigir el Royal Shakespeare Company.
Després d'haver treballat com a editor d'històries per a la BBC, va dirigir el documental The Silent Twins, i va ser escollit per dirigir la sèrie de Dennis Potter El detectiu cantant, pel qual va ser nominat al BAFTA. Va fer el seu debut al llargmetratge el 1989 amb Reina de cors.
Una de les seves pel·lícules més destacades és el drama romàntic de 1993 Sommersby, protagonitzat per Jodie Foster i Richard Gere. La pel·lícula va ser un èxit de crítica i comercial, amb una recaptació de 140 milions de dòlars arreu del món.

## Filmografia

### Pel·lícula
Director
- Reina de cors (1989)
- Tune in Tomorrow (1990)
- Sommersby (1993)
- Copycat (1995)
- The Man Who Knew Too Little (1997)
- Entrapment (1999)
- The Core (2003)
- Creation (2009)

Productor
- Simply Irresistible (1999)

### Televisió
Telefilms
- Dear Janet Rosenberg, Dear Mister Kooning (1977)
- Busted (1983)
- Romance/Romance (1983)
- The Last Evensong (1985)
- Deliverance Creek (2014) (també productor executiu)

Sèries de televisió
| Any       | Títol                                      | Director | Productor executiu | Notes                                                 |
| --------- | ------------------------------------------ | -------- | ------------------ | ----------------------------------------------------- |
| 1982      | BBC2 Playhouse                             | Sí       | No                 | 2 episodis                                            |
| 1982–1983 | Play for Today                             | Sí       | No                 | 2 episodis                                            |
| 1985      | Tandoori Nights                            | Sí       | No                 | 5 episodis                                            |
| 1986      | Screen Two                                 | Sí       | No                 | episodi "The Silent Twins"                            |
| 1986      | El detectiu cantant                        | Sí       | No                 | Minisèrie                                             |
| 1988      | The Storyteller                            | Sí       | No                 | episodi "The Luck Child"                              |
| 2005      | Eyes                                       | Sí       | No                 | episodi "Pilot"                                       |
| 2005      | Reunion                                    | Sí       | Sí                 | episodi "1986"                                        |
| 2007      | The Wedding Bells                          | Sí       | Sí                 | episodi "For Whom the Bells Toll"                     |
| 2008      | The Tudors                                 | Sí       | No                 | 2 episodis                                            |
| 2012–2013 | The Borgias                                | Sí       | No                 | 4 episodis                                            |
| 2013      | Twisted                                    | Sí       | No                 | episodi "Pilot"                                       |
| 2013–2015 | Once Upon a Time                           | Sí       | No                 | 2 episodis                                            |
| 2014      | Halt and Catch Fire                        | Sí       | No                 | episodi "Giant"                                       |
| 2015      | The Astronaut Wives Club                   | Sí       | No                 | 2 episodis                                            |
| 2015      | Hemlock Grove                              | Sí       | No                 | episodi "Todos Santos" (Credited as "Jonathan Amiel") |
| 2015      | Wicked City                                | Sí       | No                 | episodi "Heat Wave"                                   |
| 2015–2016 | Aquarius                                   | Sí       | No                 | 2 episodis                                            |
| 2016      | Marco Polo                                 | Sí       | No                 | 2 episodis                                            |
| 2016–2017 | Outsiders                                  | Sí       | Sí                 | 6 episodis                                            |
| 2017      | Ice                                        | Sí       | No                 | episodi "The Cut"                                     |
| 2017      | Wisdom of the Crowd                        | Sí       | No                 | episodi "Machine Learning"                            |
| 2018      | Seven Seconds                              | Sí       | No                 | episodi "Matters of Life and Death"                   |
| 2019      | Proven Innocent                            | Sí       | No                 | episodi "Shaken"                                      |
| 2019      | Carnival Row                               | Sí       | No                 | 2 episodis                                            |
| 2020      | Spinning Out                               | Sí       | No                 | 2 episodis                                            |
| 2020      | Lincoln Rhyme: Hunt for the Bone Collector | Sí       | No                 | episodi "Original Sin"                                |
| 2021      | American Gods                              | Sí       | No                 | episodi "A Winter's Tale"                             |
| 2022      | The Cleaning Lady                          | Sí       | No                 | episodi "The Lion's Den"                              |
| 2022      | The Walking Dead                           | Sí       | No                 | 2 episodis                                            |

## Premis
- 1987 Nominada al BAFTA (British Academy Television Award) a la millor sèrie dramàtica:: El detectiu cantant (1986)[2]
- 1989 Festival mundial de cinema de Montreal *Guanyador* del primer premi de cinema de Montreal: Reina de cors[4]
- Festival de Cinema de París de 1990 *Guanyador* del Gran Premi: Reina de cors[5]
- 1990 Festival de cinema de Deauville *Guanyador* del premi de la crítica i del premi del públic: Tune in Tomorrow[6]
- Premi del públic 1996 *Guanyador* al Festival de cinema de la policia de Cognac: Copycat[7]